# Пјетрапика (Потенца)
Пјетрапика (итал. Pietrapica) је насеље у Италији у округу Потенца, региону Базиликата.
Према процени из 2011. у насељу је живело 230 становника. Насеље се налази на надморској висини од 447 м.